# Србија не сме да стане
Александар Вучић — Србија не сме да стане (скраћено АВ—СНСДС), често скраћено као Србија не сме да стане, је посланичка група коју предводи Српска напредна странка у Народној скупштини Републике Србије.
СНС је стекла посланички статус формирањем посланичке групе „Напред, Србијо” у септембру 2008, а месец дана касније преименована је у „Српска напредна странка”, након регистрације странке. Сарађивала је с Демократском странком Србије (ДСС) и Новом Србијом (НС) од свог формирања до 2010, када је СНС ушла у коалицију с НС и још две странке — Покретом социјалиста (ПС) и Покретом снага Србије (ПСС). Коалиција је озваничена за парламентарне изборе 2012. под називом „Покренимо Србију”, на којима је освојила 73 мандата, након чега је образовала владу са Социјалистичком партијом Србије (СПС) и Уједињеним регионима Србије (УРС).
Томислав Николић, тадашњи председник Србије, расписао је ванредне парламентарне изборе за март 2014. СНС је формирала листу „Будућност у коју верујемо”, на којој су учествовали и Српски покрет обнове (СПО) и Демохришћанска странка Србије (ДХСС), а листа је успела да освоји укупно 158 мандата. После избора, за председника Владе је постављен Александар Вучић, председник СНС, који је наследио Ивицу Дачића. Вучић је почетком 2016. расписао ванредне изборе, након чега су се листи придружиле Партија уједињених пензионера Србије (ПУПС) и Српска народна партија (СНП). Учествовала је под називом „Србија побеђује” која је освојила 131 мандат у Народној скупштини. Под називом „За нашу децу” учествовала је на парламентарним изборима 2020, на којима је освојила апсолутну већину посланичких мандата, а сазив је трајао до фебруара 2022. Учествовала је на општим изборима 2022. под називом „Заједно можемо све”. На парламентарним изборима 2023. учествоваће под називом „Србија не сме да стане”.
Коалиција од 2014. године влада и Београдом, а од 2016. Војводином, док је Вучић актуелни председник Србије.

## Историја

### Оснивање и почетак
У септембру 2008. Српска напредна странка (СНС) је добила статус посланичке групе као фракција унутар Српске радикалне странке (СРС), а месец дана касније СНС је званично успостављена као странка, која је у почетку имала 21. народног посланика. Приликом оснивања, странка је изразила подршку стварању конзервативне политичке коалиције у којој би учествовале Демократска странка Србије (ДСС) и Нова Србија (НС). Ову идеју је касније и спровела у дело, мада само на локалном нивоу, после локалних избора 2009. у Земуну, а касније исте године и на Вождовцу. Годину дана касније Томислав Николић је изјавио да ће њихова сарадња бити настављена. ДСС је одбио формирање коалиције за предстојеће изборе, што је довело до потписивања споразума о сарадњи у новембру 2010. између СНС, НС и још две странке: Покрета социјалиста (ПС) и Покрета снага Србије (ПСС). Њихов први састанак одржан је у фебруару 2011, након чега су почели да организују масовне протесте широм Београда. Николић је током протеста затражио одржавање ванредних избора. Протести су настављени до априла 2011.
Коалиција је формирана у марту 2012. под називом „Покренимо Србију”, у којој су такође биле Бошњачка народна странка (БНС), Демократска партија Македонаца (ДПМ), Народна сељачка странка (НСС), Ромска партија (РП) и мање организације. Назив је коришћен и за један од њихових слогана током избора 2012. и изборну листу за парламентарне изборе 2012. Коалиција је као неке од својих главних циљева навела унапређење привреде и борба против криминала и корупције, док је њен носилац Николић окарактерисан као националиста. Упркос предвиђањима победе Бориса Тадића, Николић је победио на председничким изборима, док је на парламентарним изборима листа „Покренимо Србију” освојила 73 мандата у Народној скупштини. Коалиција није успела да се пласира на прво место на покрајинским изборима у Војводини, где је освојила само 22 мандата. Убрзо после избора, Николић се повукао са места председника СНС, а за новог председника је одабран Александар Вучић. Николић је понудио мандат Ивици Дачићу, председнику Социјалистичке партије Србије (СПС), који је и раније био део владе коју је предводила Демократска странка (ДС), да формира владу са СНС и Уједињеним регионима Србије (УРС). Дачић је убрзо почео формирање, које је завршено у јулу 2012. године. За шефа посланичке групе СНС постављен је Верољуб Арсић, док је Зоран Бабић био заменик шефа до августа 2013, када су заменили места.
Коалиција је настављена крајем 2013, када је Српски покрет обнове (СПО) потписао споразум о сарадњи са СНС, након што је неколико месеци раније прекинуо везе са ДС. У сазиву 2012—2014, СПО је био део посланичке групе Демохришћанске странке Србије (ДХСС).

### Избори 2014.
Влада СНС—СПС, коју је предводио Дачић, реконструисана је у јулу 2013. због несугласица између владајућих странака. Дачић је запретио СНС да ће његова странка напустити Владу уколико СНС не прихвати реконструкцију, која је такође спекулисала да би ванредни избори могли бити расписани раније. Док је трајала Дачићева Влада, Вучићева популарност је значајно порасла, а Вучић је у јануару 2014. предложио расписивање ванредних парламентарних избора, што је Дачићева странка прихватила, а председник Николић је потом расписао изборе за март 2014. Овога пута коалиција око СНС учествовала је под називом „Будућност у коју верујемо”, са Вучићем као кандидатом за председника Владе. На изборној листи су се нашле и СПО, ДХСС и Социјалдемократска партија Србије (СДПС), које се 2012. нису биле део листе.
Коалиција је освојила укупно 158 мандата, премашивши број потребан за већину. Одржани су и избори за одборнике Скупштине града Београда, где је такође освојила већину мандата. Убрзо након избора, СНС и СПС су одлучиле да наставе сарадњу, а Вучић је у априлу 2014. постављен за председника Владе. У Београду је за градоначелника изабран Синиша Мали, независни политичар кога је предложила СНС. Посланичка група СНС је од 2014. до 2016. била састављена од представника СНС, ПСС и НСС.

### Избори 2016.
У јануару 2016. Вучић је предложио расписивање ванредних избора, тврдећи да је „Србији потребно више стабилности да би ушла у Европску унију”. Убрзо након тога, Партија уједињених пензионера Србије (ПУПС), која је била чланица коалиције коју је предводила СПС, придружила се коалицији коју предводи СНС, укључујући и Српску народну партију (СНП) и Самосталну демократску странку Србије (СДСС). Овога пута коалиција око СНС изашла је под називом „Србија побеђује”, а Вучић је поново изабран за њеног носиоца. ДХСС и БНС нису биле део изворне листе, мада је Српска демократска странка (СДС) учествовала са коалицијом коју предводи СНС у Војводини.
На републичком нивоу, коалиција „Србија побеђује” освојила је 131 мандат, док је на покрајинским изборима у Војводини успела да се пласира на прво место са укупно 63 мандата. Вучић је остао на својој функцији, а СНС продужила сарадњу са СПС. Посланичка група СНС од 2016. до 2020. била је састављена од представника СНС, СПО, СНП и ПСС. Након избора, Бабића је на месту шефа посланичке групе наследио Александар Мартиновић. Почетком 2017. Велимир Илић, председник НС, саопштио је да је његова странка изашла из коалиције коју предводи СНС. Вучић је изабран за председника на изборима у априлу 2017, а потом је на место председника Владе именовао Ану Брнабић.

### Избори 2018—2020.
Коалиција око СНС учествовала је и на изборима за одборнике Скупштине града Београда 2018, овога пута под називом „Зато што волимо Београд”. СНС је за свог кандидата за градоначелника предложила Зорана Радојичића. Изборна листа „Зато што волимо Београд” освојила је 64 мандата, а у јуну 2018. Радојичић је положио заклетву као градоначелник, док је Горан Весић положио заклетву као заменик градоначелника.
На парламентарним изборима 2020. коалиција око СНС учествовала је под називом „За нашу децу”, а први на изборној листи био је Бранислав Недимовић. Уједињена сељачка странка (УСС), коју предводи Милија Милетић, прикључила се листи. Листа је успела да освоји апсолутну већину мандата, укупно 188, док је на покрајинским изборима у Војводини освојила 76 мандата. Посланичка група је након избора променила назив из „Српска напредна странка” у „За нашу децу”, а од 2020. до 2022. чинили су је представници СНС, СПО, СНП, ПСС, ПС и НСС. У мају 2021. Српски патриотски савез (СПАС) се утопио у СНС, а његових 10 посланика је почетком јуна приступило посланичкој групи „За нашу децу”.

### Избори 2022.
У фебруару 2022. Брнабић је и званично најавила да ће Вучић бити носилац листе на председничким изборима, док ће се на изборној листи прва бити Даница Грујичић. Кандидат листе за градоначелника Београда на изборе за одборнике Скупштине града Београда био је Александар Шапић, који је претходно био председник СПАС. Коалиција је наступила под називом „Заједно можемо све”. Убрзо се Боља Србија (БС) придружила коалицији. Предали су своју изборну листу 16. фебруара, а дан касније ју је потврдила и РИК. Вучић је у првом кругу председничких избора освојио 60,01% гласова, док је коалиција Заједно можемо све изгубила 68 мандата у односу на парламентарне изборе 2020.

### Избори 2023.
На парламентарним изборима 2023. коалиција коју предводи СНС ће учествовати под називом „Србија не сме да стане”. На њеној изборној листи су и кандидати Здраве Србије, Радослав Милојичић из Левице Србије, Дејан Булатовић из Савеза социјалдемократа и Татјана Мацура из Странке модерне Србије.

## Чланови
У следећој табели налазе се политичке странке које ће учествовати на листи Србија не сме да стане на парламентарним изборима 2023. Упркос томе што су учествовали на изборној листи, СДПС и ПУПС су од 2014. увек имале своје посебне посланичке групе.
| Назив | Назив                                    | Вођа                         | Главна идеологија                                      | Политичка позиција | Чланство   | Народна скупштина |
| ----- | ---------------------------------------- | ---------------------------- | ------------------------------------------------------ | ------------------ | ---------- | ----------------- |
|       | Српска напредна странка (СНС)            | Милош Вучевић                | популизам                                              | велики шатор       | 2010—данас | 105 / 250         |
|       | Партија уједињених пензионера (ПУПС)     | Милан Кркобабић              | интереси пензионера                                    | десни центар       | 2016—данас | 6 / 250           |
|       | Социјалдемократска партија Србије (СДПС) | Расим Љајић                  | социјалдемократија                                     | леви центар        | 2012—данас | 6 / 250           |
|       | Здрава Србија (ЗС)                       | Милан Стаматовић             | национални конзервативизам                             | десница            | 2023—данас | 3 / 250           |
|       | Српска народна партија (СНП)             | Ненад Поповић                | национални конзервативизам                             | десница            | 2016—данас | 2 / 250           |
|       | Српски покрет обнове (СПО)               | Александар Цветковић         | монархизам                                             | десни центар       | 2014—данас | 2 / 250           |
|       | Покрет социјалиста (ПС)                  | Бојан Торбица                | левичарски национализам                                | леви центар        | 2010—данас | 2 / 250           |
|       | Народна сељачка странка (НСС)            | Маријан Ристичевић           | аграризам                                              | десница            | 2012—данас | 1 / 250           |
|       | Уједињена сељачка странка (УСС)          | Милија Милетић               | аграризам                                              | десни центар       | 2014—данас | 1 / 250           |
|       | Савез социјалдемократа (ССД)             | Дејан Булатовић              | социјалдемократија                                     | леви центар        | 2023—данас | 1 / 250           |
|       | Покрет снага Србије (ПСС)                | Драгомир Карић               | конзерватизам                                          | десни центар       | 2010—данас | 0 / 250           |
|       | Заветници                                | Милица Ђурђевић Стаменковски | ултранационализам                                      | крајња десница     | 2024—данас | 0 / 250           |
|       | Санџачка демократска партија (СДП)       | Самир Лекић                  | - интереси бошњачке мањине - друштвени конзервативизам | десни центар       | 2014—данас | 0 / 250           |
|       | Словаци напред! (СН)                     | Павел Сурови                 | Интереси словачке мањине                               |                    | 2016—данас | 0 / 110           |
|       | Самостална српска странка (ССС)          | Андреја Младеновић           | Национални конзервативизам                             | центар             | 2019—данас | 0 / 250           |
|       | Српска десница (СД)                      | Миша Вацић                   | Српски национализам                                    | крајња десница     | 2023—данас | 0 / 250           |
|       | Српска левица (СЛ)                       |                              | социјализам                                            | левица             | 2023—данас | 0 / 250           |

### Бивши чланови
| Назив | Назив                                        | Вођа               | Главна идеологија          | Политичка позиција         | Чланство   |
| ----- | -------------------------------------------- | ------------------ | -------------------------- | -------------------------- | ---------- |
|       | Боља Србија (БС)                             | Драган Јовановић   | национални конзервативизам | десница                    | 2022—2023. |
|       | Бошњачка народна странка (БНС)               | Мујо Муковић       | интереси бошњачке мањине   | интереси бошњачке мањине   | 2012—2016. |
|       | Демократска партија Македонаца (ДСМ)         | Ненад Крстески     | интереси македонске мањине | интереси македонске мањине | 2012—2014. |
|       | Демохришћанска странка Србије (ДХСС)         | Олгица Батић       | хришћанска демократија     | центар                     | 2014—2016. |
|       | Нова Србија (НС)                             | Велимир Илић       | конзерватизам              | десница                    | 2010—2017. |
|       | Ромска партија (РП)                          | Срђан Шајн         | интереси ромске мањине     | интереси ромске мањине     | 2012—2014. |
|       | Самостална демократска странка Србије (СДСС) | Андреја Младеновић | национални конзервативизам | центар                     | 2016—2019. |
|       | Српска демократска странка (СДС)             | Бранислав Швоња    | српски национализам        | десница                    | 2012—2016. |

## Резултати на изборима

### Парламентарни избори
| Година | Вођа             | Вођа    | Гласови   | % од важећих | Бр. | Мандати   | Промена | Коалиција                 | Статус | Реф.   |
| Година | Име              | Странка | Гласови   | % од важећих | Бр. | Мандати   | Промена | Коалиција                 | Статус | Реф.   |
| ------ | ---------------- | ------- | --------- | ------------ | --- | --------- | ------- | ------------------------- | ------ | ------ |
| 2012.  | Томислав Николић | СНС     | 940.659   | 25,16%       | 1.  | 73 / 250  | 52      | Покренимо Србију          | влада  | [ 81 ] |
| 2014.  | Александар Вучић | СНС     | 1.736.920 | 49,96%       | 1.  | 158 / 250 | 85      | Будућност у коју верујемо | влада  | [ 82 ] |
| 2016.  | Александар Вучић | СНС     | 1.823.147 | 49,71%       | 1.  | 131 / 250 | 27      | Србија побеђује           | влада  | [ 83 ] |
| 2020.  | Александар Вучић | СНС     | 1.953.998 | 63,02%       | 1.  | 188 / 250 | 57      | За нашу децу              | влада  | [ 84 ] |
| 2022.  | Александар Вучић | СНС     | 1.635.101 | 44,27%       | 1.  | 120 / 250 | 68      | Заједно можемо све        | влада  | [ 85 ] |
| 2023.  | Милош Вучевић    | СНС     | 1.783.701 | 48,07%       | 1.  | 129 / 250 | 9       | Србија не сме да стане    | влада  |        |

### Покрајински избори
| Година | Вођа           | Вођа    | Гласови | % од важећих | Бр. | Мандати  | Промена | Коалиција                 | Статус    |
| Година | Име            | Странка | Гласови | % од важећих | Бр. | Мандати  | Промена | Коалиција                 | Статус    |
| ------ | -------------- | ------- | ------- | ------------ | --- | -------- | ------- | ------------------------- | --------- |
| 2012.  | Игор Мировић   | СНС     | 185.311 | 19,26%       | 2.  | 22 / 120 | 22      | Покренимо Војводину       | опозиција |
| 2016.  | Игор Мировић   | СНС     | 428.452 | 45,78%       | 1.  | 63 / 120 | 41      | Србија побеђује           | влада     |
| 2020.  | Игор Мировић   | СНС     | 498.495 | 61,58%       | 1.  | 76 / 120 | 13      | За нашу децу              | влада     |
| 2023.  | Дамир Зобеница | СНС     | 466.035 | 48,82%       | 1.  | 66 / 120 | 10      | Војводина не сме да стане | влада     |

### Избори за одборнике Скупштине града Београда
| Година | Вођа             | Вођа    | Гласови | % од важећих | Бр. | Мандати  | Промена | Коалиција                 | Статус    |
| Година | Име              | Странка | Гласови | % од важећих | Бр. | Мандати  | Промена | Коалиција                 | Статус    |
| ------ | ---------------- | ------- | ------- | ------------ | --- | -------- | ------- | ------------------------- | --------- |
| 2012.  | Александар Вучић | СНС     | 219.198 | 26,83%       | 2.  | 37 / 110 | 37      | Покренимо Београд         | опозиција |
| 2014.  | Синиша Мали      | СНС     | 351.183 | 45,17%       | 1.  | 63 / 110 | 26      | Будућност у коју верујемо | влада     |
| 2018.  | Зоран Радојичић  | СНС     | 366.461 | 44,99%       | 1.  | 64 / 110 | 1       | Зато што волимо Београд   | влада     |
| 2022.  | Александар Шапић | СНС     | 348.345 | 38,83%       | 1.  | 48 / 110 | 18      | Заједно можемо све        | влада     |
| 2023.  | Александар Шапић | СНС     | 367.239 | 39,93%       | 1.  | 49 / 110 | 1       | Београд не сме да стане   | Н/Д       |

### Председнички избори
| Година | Кандидат         | Кандидат | 1. круг — гласови | 1. круг — гласови | % од важећих | 2. круг — гласови | 2. круг — гласови | % од важећих | Реф.   |
| Година | Име              | Странка  | 1. круг — гласови | 1. круг — гласови | % од важећих | 2. круг — гласови | 2. круг — гласови | % од важећих | Реф.   |
| ------ | ---------------- | -------- | ----------------- | ----------------- | ------------ | ----------------- | ----------------- | ------------ | ------ |
| 2012.  | Томислав Николић | СНС      | 2.                | 979.216           | 26,22%       | 1.                | 1.552.063         | 51,16%       | [ 81 ] |
| 2017.  | Александар Вучић | СНС      | 1.                | 2.012.788         | 56,01%       | —                 | —                 | —            | [ 86 ] |
| 2022.  | Александар Вучић | СНС      | 1.                | 2.224.914         | 60,01%       | —                 | —                 | —            | [ 87 ] |